# Geschichte des bremisch-verdischen Katechismus
Die Geschichte des bremisch-verdischen Katechismus beschäftigt sich mit der Einführung und den Veränderungen des im Territorium Bremen-Verden zwischen Mitte des 17. Jahrhunderts und Mitte des 19. Jahrhunderts geltenden Katechismus. Der Katechismus, ein Handbuch zur Unterweisung in Glaubensfragen, diente den verschiedenen Landesherren nach der Reformation zur Vereinheitlichung der Konfession der Untertanen und damit zur Sozialdisziplinierung (siehe Konfessionsbildung).

## Sötefleischs Katechismus (1651)
Seit Bestehen der Herzogtümer Bremen-Verden war für die Schulen der Katechismus Kurze einfältige Fragen und Antworten aus dem Katechismus D. Luthers des Göttinger Superintendenten Johann Sötefleisch, ergänzt durch die Haustafel „heilsame Regeln des christlichen Lebens“ von Joachim Lütkemann, in Gebrauch. Der Katechismus ist durch Feldprediger in die Provinz gekommen.

## Havemanns Katechismus (1658)
Im Jahre 1657 gab der Generalsuperintendent von Bremen-Verden, Michael Havemann, sein Buch Grundfragen für die fürnehmsten Glaubensartikel, nach Ordnung des Katechismi, zu Erbauung der Einfältigen und Unterweisung der erwachsenen Jugend heraus, das im März 1658 in den Schulen der Herzogtümer eingeführt wurde. Doch der Stader Konsistorialrat Jakob Hackmann erreichte in einer öffentlichen, scharf geführten Auseinandersetzung, dass dieses Buch wieder von dem Katechismus Sötefleischs verdrängt wurde. Grund der Ablehnung wird Havemanns Hinneigung zur Herzens-Theologie gewesen sein.

## Gesenius’ Katechismus (1723)
Als am 19. November 1723 der Generalsuperintendent Lucas Bacmeister verfügte, den von Konsistorialrat Justus Gesenius verfassten Katechismus einzuführen, erhoben die Provinzialstände, unter Mitwirkung der antipietistischen Geistlichkeit, dagegen Protest, da sie dessen Abfassung im Geiste Philipp Jakob Speners ablehnten. Am 16. Mai 1724 wurde die Verordnung zurückgenommen. Der Katechismus von Sötefleisch blieb weiter gültig.

## Hannoverscher Landeskatechismus (1792)
Am 6. September 1792 wurde der Hannoversche Landeskatechismus (Katechismus christlicher Lehre, zum Gebrauch in den evangelischen Kirchen und Schulen der königl. Braunschweig-lüneburgischen Kurlande, Hannover 1790) eingeführt. Die Stände stimmten der Einführung zu, da seine Milde dem theologischen Zeitgeist entsprach, während Luthers Katechismus als zu orthodox und veraltet angesehen wurde. Spiegelbildlich dazu wurden bald einige Mängel empfunden. Der neue Katechismus sei „in einigen christlichen Hauptlehren nicht entschieden genug, und überhaupt nicht so ,kurz, rund und trocken,‘ wie es Hamann“ – gemeint ist Johann Georg Hamann – „mit Recht von einem guten Katechismus fordert“, urteilte 1852 Generalsuperintendent Friedrich Köster in seiner Geschichte des bremisch-verdischen Konsistoriums. Der im rationalistischen Geist verfasste Katechismus genügte somit weder den Anforderungen strenger Theologen noch denen der Laien.

## Lührs’ Katechismus (1862)
Deshalb erarbeitete von 1856 bis 1861 eine Kommission unter Vorsitz des Konsistorialrats Eduard Niemann einen neuen Katechismus nach dem Vorbild des Cellischen (Verfasser: Michael Walther). Hauptverfasser war der Superintendent Albert Lührs aus Peine. Am 14. April 1862, dem Konfirmationstag des Kronprinzen Ernst August, ließ König Georg V. diesen neuen Katechismus einführen. Doch die Pastorenschaft und die protestantische Bevölkerung dachten in ihrer überwältigenden Mehrheit rationalistisch und liefen gegen den neuen Katechismus Sturm (Hannoverscher Katechismusstreit). „Der König will die Ohrenbeichte wiedereinführen. Wir sollen wieder katholisch werden“, waren die gängigen Schlagworte, die bei nicht wenigen Laien, die ja ohnehin nur rationalistische Predigten kannten, verfingen. Die Tumulte waren so groß, dass Niemann vom Militär geschützt werden musste; sein Haus wurde demoliert. Der König sah sich gezwungen, seine Verordnung am 19. August 1862 durch Kabinettsorder zurückzunehmen und es nunmehr den Gemeinden zu überlassen, den neuen Katechismus zu benutzen oder bei dem von 1792 zu bleiben. Als Bauernopfer wurde der hieran unbeteiligte, aber weithin unbeliebte Innenminister Wilhelm von Borries entlassen. Doch es kehrte keine Befriedung ein, sondern der Streit wurde erst recht in die Gemeinden hineingetragen. Bis in die 1870er Jahre und in den Preußischen Landtag hinein – Hannover war 1866 preußische Provinz geworden – reichte der Kampf gegen die Einführung des neuen Katechismus. Der Heimatschriftsteller Heinrich Behnken machte daraus 1939 das Lustspiel Dat Düvelsbook, das der Landschaftsverband Stade im September 2000 aufführen ließ.

## Belege
1. ↑  A. W. Möller (Hrsg.): Christliche Bekenntnisse und Zeugnisse von J. G. Hamann. Münster 1826, S. 296.
2. ↑  Friedrich Köster: Geschichte des Königlichen Consistoriums der Herzogthümer Bremen und Verden. Pockwitz, Stade 1852, S. 49.
3. ↑  Heinrich Behnken: Dat Düvelsbook. Komödi in 3 Akten. Verden 1939.